# Giovanni Battista Sammartini
Giovanni Battista Sammartini (1700-1775) là nhà soạn nhạc, nghệ sĩ organ người Ý.

## Cuộc đời và sự nghiệp
Giovanni Battista Sammartini là nhà soạn nhạc đầu đàn của thành phố Milan lúc đó. Sammartini là chỉ huy hợp xướng của nhà thờ. Ông là người thứ bảy trong tám người con. Ông đã nhận được chỉ dẫn âm nhạc từ cha mình và đã viết tác phẩm đầu tiên của mình năm 1725, là một tập hợp các tác phẩm thanh nhạc (nay đã mất). Không lâu sau, ông mua lại các vị trí của Maestro di cappella tại Sant'Ambrogio và các Congregazione del Santissimo Entierro vào năm 1728. Ông giữ vị trí tại Sant'Ambrogio cho đến khi ông qua đời.
Sammartini nhanh chóng trở nên nổi tiếng như một nhà soạn nhạc nhà thờ và thu được sự nổi tiếng bên ngoài nước Ý vào thập niên 1730. Trong suốt những năm đó, ông đã tham gia nhiều nhà thờ cho công việc (8 hoặc nhiều hơn sau cái chết của ông).

## Phong cách sáng tác
Giovanni Battista Sammartini là người đi tiên phong trong lĩnh vực hình thức sonata. Sammartini chủ yếu được ca ngợi cho sự đổi mới của mình trong sự phát triển của bản giao hưởng, có lẽ nhiều hơn so với các trường phái tư tưởng ở Mannheim và Vienna.
Âm nhạc của Sammartini nhìn chung được chia thành ba giai đoạn về phong cách: giai đoạn đầu (1724-1739), phản ánh sự pha trộn của kiểu Baroque và các hình thức sơ khởi, giai đoạn giữa (1740-1758), trong đó cho thấy hình thức sơ khởi, và cuối kỳ (1759- 1774), hiển thị những ảnh hưởng cổ điển.

## Những tác phẩm
Người ta cho rằng Giovanni Battista Sammartini đã sáng tác khoảng 2000 tác phẩm thuộc mọi thể loại, trong đó có:
- Các vở opera
- Trên 70 bản giao hưởng
- Nhiều bản concerto
- Các bản tứ tấu đàn dây và ngũ tấu đàn dây